# Udo Vorholt
Udo Vorholt (* 1957 in Hagen) war bis März 2022 Professor für Politikwissenschaft in der Fakultät Humanwissenschaften und Theologie der TU Dortmund.

## Leben
Udo Vorholt studierte Politikwissenschaft, Soziologie, Pädagogik und Weiterbildung an der Pädagogischen Hochschule Ruhr und den Universitäten Dortmund und Bochum. 1990 promovierte er in Politikwissenschaft über das Thema Die Sowjetunion im Urteil des sozialdemokratischen Exils 1933 bis 1945 an der Universität Dortmund. Die Habilitation erfolgte 1997 an der Universität Dortmund über das Thema Die politische Theorie Leonard Nelsons.
Seine wissenschaftlichen Schwerpunkte sind Parteien, politische Bildung und Fragen der politischen Theorie.

## Veröffentlichungen (Auswahl)
- Die Sowjetunion im Urteil des sozialdemokratischen Exils 1933 bis 1945. Frankfurt am Main 1991, ISBN 3-631-43800-1.
- Die politische Theorie Leonard Nelsons: eine Fallstudie zum Verhältnis von philosophisch-politischer Theorie und konkret-politischer Praxis. Baden-Baden 1998, ISBN 3-7890-5550-6.
- Institutionen politischer Bildung in Deutschland. Frankfurt am Main 2003, ISBN 3-631-51373-9.
- mit Barbara Neißer: Kinder philosophieren, Berlin 2012. ISBN 978-3-643-11963-6
- mit Christian Neuhäuser: Religion und Politik. Dortmunder politisch-philosophische Diskurse, Band 17, 2020. ISBN 978-3-89733-511-0